# Oexploderad klusil
En oexploderad klusil är en klusil utan hörbar explosion. Det betyder typiskt att det tryck som byggs upp under ocklusionen går tillbaka innan ocklusionen avslutas.
IPA-symbolen för utebliven explosion är tecknet  ̚ ovanför klusilen, till exempel [p̚].